# Anneslea fragrans
Anneslea fragrans là một loài thực vật có hoa trong họ Pentaphylacaceae. Loài này được Wall. mô tả khoa học đầu tiên năm 1829.